# Championnat de France Pro B de tennis de table 2014-2015
Navigation
Pro B 2013-2014 Pro B 2015-2016
Le Championnat de France Pro B de tennis de table 2014-2015 est la douzième édition du Championnat de France Pro B de tennis de table, second niveau des championnats de tennis de table par équipes en France. Il débute le 26 septembre 2014 pour se terminer le 4 juin 2015.

## Avant-saison
- À l'issue de la saison 2013-2014, le PPC Villeneuve-sur-Lot et la Bayard Argentan chez les hommes et le Poitiers TTACC 86 et la Jeunesse de Cugnaux-Villeneuve chez les dames ont été relégués sportivement de la Pro A.

- En Pro B, le TTC Nantes Atlantique et l'USM Pontault-Combault chez les hommes ont été relégués sportivement de Pro B en Nationale 1. Chez les dames, aucune équipe n'est reléguée du fait que seules 8 clubs participaient au championnat la saison dernière.
- À la suite de la relégation administrative du Nice Cavigal, le TTC Nantes Atlantique est repêché en Pro B.

- Chez les hommes, l'AC Boulogne-Billancourt et le CTT Bruillé montent tandis que l'Entente Sainte-Pierraise et le TT Joué-lés-Tours accèdent en Pro B féminine.

- Relégué de Pro A, la Jeunesse Cugnaux-Villeneuve arrête sa section professionnelle et repart dans les championnats nationaux.

- Quelques jours avant le début du championnat l'ALCL Grand-Quevilly se retire de la Pro B masculine. Le Championnat démarre donc à 9 équipes.

## Championnat masculin

### Clubs engagés
| Cl | Équipes                     | NS                       | Meilleur résultat        | Pts                      | J                        | V                        | N                        | D                        | P                        | 2013-2014   |
| -- | --------------------------- | ------------------------ | ------------------------ | ------------------------ | ------------------------ | ------------------------ | ------------------------ | ------------------------ | ------------------------ | ----------- |
| 1  | PPC Villeneuve-sur-Lot      | 8                        | 2e                       | 264                      | 138                      | 48                       | 39                       | 49                       | -                        | Pro A       |
| 3  | Metz TT                     | 7                        | 3e                       | 216                      | 120                      | 30                       | 37                       | 52                       | 1                        | Pro B       |
| 5  | Saint Denis US 93 TT        | 6                        | 2e                       | 220                      | 98                       | 52                       | 18                       | 28                       | -                        | Pro B       |
| 6  | TTC Nantes Atlantique       | 6                        | 4e                       | 148                      | 84                       | 23                       | 18                       | 43                       | -                        | Pro B       |
| 10 | Argentan Bayard             | 4                        | Champion                 | 187                      | 70                       | 53                       | 11                       | 6                        | -                        | Pro A       |
| 12 | SPO Rouen                   | 4                        | 3e                       | 146                      | 70                       | 31                       | 14                       | 25                       | -                        | Pro B       |
| 24 | CTT Bruillé                 | 2                        | 10e                      | 46                       | 32                       | 5                        | 4                        | 23                       | -                        | Nationale 1 |
| 25 | Roanne-Coteau Loire Nord TT | 1                        | 7e                       | 35                       | 18                       | 7                        | 3                        | 8                        | -                        | Pro B       |
| 25 | AC Boulogne-Billancourt     | Première saison en Pro B | Première saison en Pro B | Première saison en Pro B | Première saison en Pro B | Première saison en Pro B | Première saison en Pro B | Première saison en Pro B | Première saison en Pro B | Nationale 1 |

### Classement Général
| Rang | Équipe                      | Pts | J  | V  | N | D  | F | Pp | Pc | Diff |
| ---- | --------------------------- | --- | -- | -- | - | -- | - | -- | -- | ---- |
| 1    | AC Boulogne-Billancourt     | 41  | 16 | 12 | 1 | 3  | 0 | 56 | 26 | +30  |
| 2    | SPO Rouen                   | 40  | 16 | 11 | 2 | 3  | 0 | 52 | 31 | +21  |
| 3    | PPC Villeneuve-sur-Lot      | 39  | 16 | 9  | 5 | 2  | 0 | 53 | 30 | +23  |
| 4    | US Saint-Denis              | 37  | 16 | 8  | 5 | 3  | 0 | 51 | 32 | +19  |
| 5    | CTT Bruillé                 | 30  | 16 | 5  | 4 | 7  | 0 | 39 | 47 | -8   |
| 6    | Argentan Bayard             | 29  | 16 | 5  | 3 | 8  | 0 | 36 | 44 | -8   |
| 7    | Roanne-Coteau Loire Nord TT | 28  | 16 | 4  | 4 | 8  | 0 | 39 | 47 | -8   |
| 8    | Metz TT                     | 24  | 16 | 2  | 4 | 10 | 0 | 29 | 55 | -26  |
| 9    | TTC Nantes Atlantique       | 20  | 16 | 1  | 2 | 13 | 0 | 17 | 60 | -43  |

## Championnat féminin

### Clubs engagés
| Clt     | Équipes                 | NS                  | Meilleur résultat   | Pts                 | J                   | V                   | N                   | D                   | P                   | Pp                  | Pc                  | Diff                | Ch. 2013-14 |
| ------- | ----------------------- | ------------------- | ------------------- | ------------------- | ------------------- | ------------------- | ------------------- | ------------------- | ------------------- | ------------------- | ------------------- | ------------------- | ----------- |
| 1       | AL Échirolles-Eybens    | 9                   | 3e                  | 275                 | 154                 | 43                  | 35                  | 76                  | -                   | 347                 | 457                 | -110                | Pro B       |
| 8       | Mulhouse TT             | 5                   | 3e                  | 166                 | 84                  | 33                  | 16                  | 35                  | -                   | 229                 | 225                 | +4                  | Pro B       |
| 18 (+3) | ASRTT Etival-Raon       | 3                   | 5e                  | 74                  | 48                  | 12                  | 12                  | 24                  | -                   | 115                 | 146                 | -31                 | Pro B       |
| 19 (-2) | TT Joué-lès-Tours       | 2                   | Champion            | 76                  | 36                  | 17                  | 6                   | 13                  | -                   | 100                 | 82                  | +18                 | Nationale 1 |
| 24      | Saint-Denis US 93 TT    | 2                   | 3e                  | 58                  | 32                  | 7                   | 12                  | 13                  | -                   | 78                  | 99                  | -21                 | Pro B       |
| 26      | Poitiers TTACC 86       | 1                   | Champion            | 45                  | 18                  | 11                  | 5                   | 2                   | -                   | 62                  | 33                  | +29                 | Pro A       |
| 33      | EP Isséenne             | 1                   | 4e                  | 27                  | 14                  | 5                   | 3                   | 6                   | -                   | 37                  | 39                  | -2                  | Pro B       |
| 34      | Paris 13 TT             | 1                   | Dernier (8e)        | 23                  | 14                  | 3                   | 3                   | 8                   | -                   | 31                  | 46                  | -15                 | Pro B       |
| 35      | Entente saint-pierraise | 1re saison en Pro B | 1re saison en Pro B | 1re saison en Pro B | 1re saison en Pro B | 1re saison en Pro B | 1re saison en Pro B | 1re saison en Pro B | 1re saison en Pro B | 1re saison en Pro B | 1re saison en Pro B | 1re saison en Pro B | Nationale 1 |

### Classement Général
| Rang | Équipe                  | Pts | J  | V  | N | D | F | Pp | Pc | Diff |
| ---- | ----------------------- | --- | -- | -- | - | - | - | -- | -- | ---- |
| 1    | Poitiers TTACC 86       | 42  | 16 | 11 | 4 | 1 | 0 | 58 | 26 | +32  |
| 2    | Paris 13 TT             | 37  | 16 | 9  | 3 | 4 | 0 | 51 | 37 | +14  |
| 3    | ASRTT Etival-Raon       | 35  | 16 | 8  | 3 | 5 | 0 | 50 | 39 | +11  |
| 4    | TT Joué-lès-Tours       | 32  | 16 | 6  | 4 | 6 | 0 | 42 | 44 | -2   |
| 5    | Entente saint-pierraise | 31  | 16 | 5  | 5 | 6 | 0 | 43 | 47 | -4   |
| 6    | AL Échirolles-Eybens    | 29  | 16 | 4  | 6 | 5 | 1 | 36 | 44 | -8   |
| 7    | US Saint-Denis          | 29  | 16 | 5  | 3 | 8 | 0 | 38 | 50 | -12  |
| 8    | Mulhouse TT             | 26  | 16 | 3  | 4 | 9 | 0 | 36 | 50 | -14  |
| 6    | EP Isséenne             | 26  | 16 | 3  | 4 | 9 | 0 | 35 | 52 | -17  |